# Абрютино (Рязанская область)
Абрютино (Клобуково, Обрютино) — село в Екимовском сельском поселении Рязанского района Рязанской области России.

## Расположение
Расположено в 16 км на юго-запад от Рязани.

## История
Село Абрютино до начала XX века было деревней и входило в состав церковного прихода села Воронка Рязанского уезда. В 1795 году в селе была построена деревянная церковь, в 1905 году — кирпичная, здание которой в 1938 году было передано под школу, но пустовало.   

## Усадьба Абрютино
С XVI века в числе рязанских земель дворян Тверитиновых, владевших усадьбой и в начале XX столетия. В последней четверти XVIII века усадьба принадлежала лейтенанту флота П.М. Тверитинову, в начале XIX века майору А.С. Тверитинову (1781-1815). В начале XX века его двоюродному правнучатому племяннику полковнику А.Н. Тверитинову (1879-1941), женатому на Е.И. Беляевой.
Сохранилась эклектичная церковь Рождества Богородицы 1876 года построенная вместо прежней деревянной.

## Население
| 1859 | 1906 | 2010 |
| ---- | ---- | ---- |
| 198  | ↘50  | ↘13  |

## Транспорт
Село связано с областным центром регулярным автобусным сообщением по маршруту Рязань — Екимовка.